# غزلیات حافظ (بر اساس نسخه مورخ ۸۱۳ هجری)
غزلیات حافظ (بر اساس نسخهٔ مورخ ۸۱۳ هجری)، تصحیحی از ۴۷ غزل حافظ در نسخهٔ خطی موزهٔ سالار جنگ حیدرآباد. 

## اهمیت کتاب
این کتاب تصحیحی از ۴۷ غزل حافظ است که در حاشیهٔ نسخهٔ خطی موجود در موزهٔ سالار جنگ حیدرآباد، هند نگه‌داری می‌شود و تاریخ رونویس شدن آن ۸۱۳ هجری است و جزو قدیمی‌ترین نسخه‌های خطی که اشعاری از حافظ در آن یافت می‌شود طبقه‌بندی می‌شود. در فهرست نسخه‌های خطی سدهٔ نهم مربوط به حافظ در ردیف پنجمین نسخه قرار دارد و قدیمی‌ترین نسخه‌یی که از دیوان حافظ به‌دست آمده فقط ۶ سال (۸۰۷ هجری) قدیمی‌تر از این نسخه است.
این کتاب شامل تصاویر عکس‌برداری شده از صفحاتی که اشعار حافظ حاشیه‌نویسی شده‌اند نیز هست.

## غزل‌های موجود در کتاب

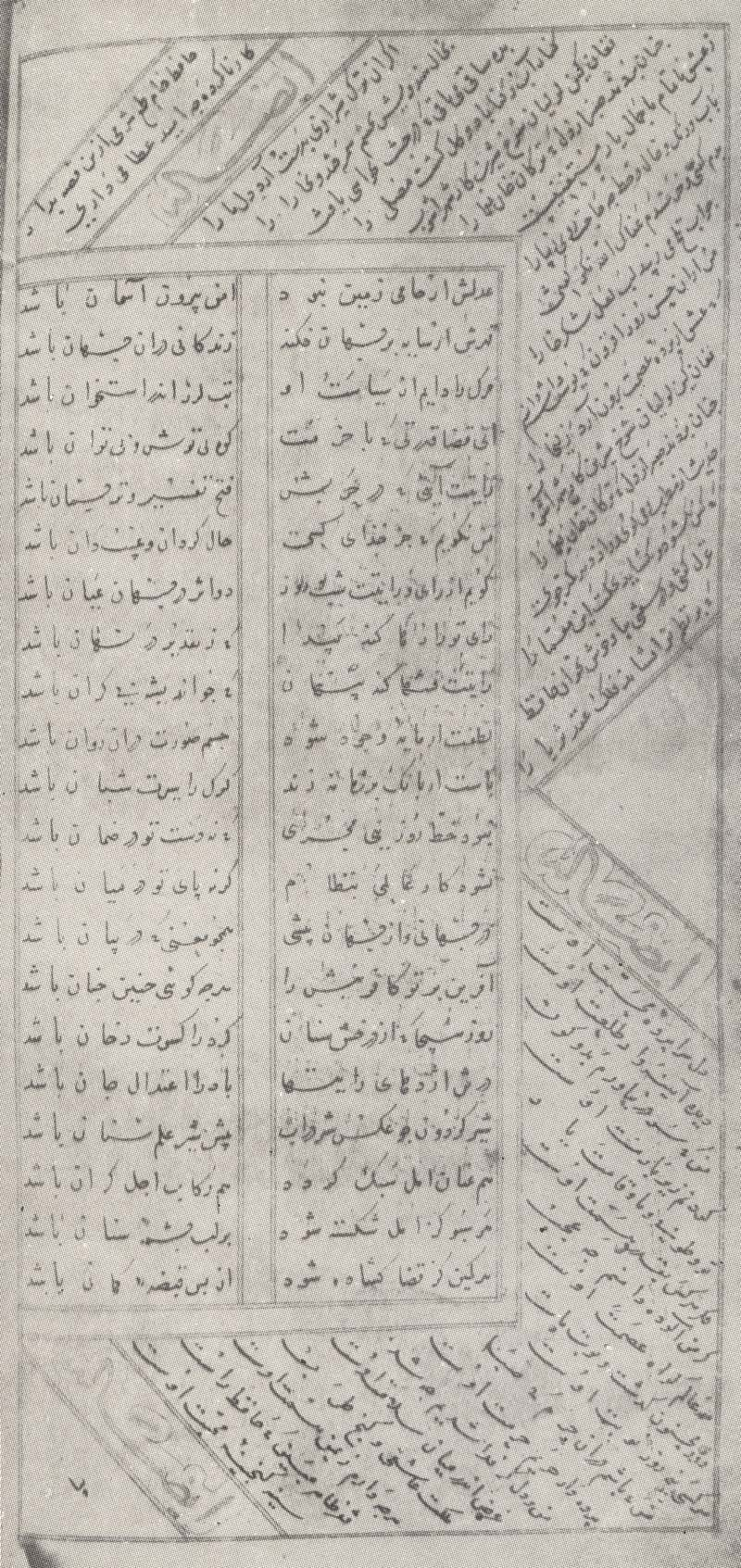
تصویری از صفحهٔ ۲۳ نسخهٔ خطی موزهٔ سالار جنگ حیدرآباد.

۴۷ غزل حافظ از صفحهٔ ۲۰ تا ۳۰ در حاشیهٔ نوشته شده است. متن این صفحات شامل اشعاری از انوری ابیوردی است. ۴۷ غزل حاشیه‌نویسی شده از نظر حرف اول مصراع مطلع به این شرح است:«چنان‌که ذکر شده مجموعهٔ مزبور شامل ۴۷ غزل حافظ است. بدین قرار:
حرف ا – ۱			م - ۳
ت - ۶				ن - ۲234
د - ۳۰ 			و - ۲
ر - ۱				ی ـ ۱
ز – ۱ »